# Meslay (Loir-et-Cher)
Pour les articles homonymes, voir Meslay.
Meslay est une commune française située dans le département de Loir-et-Cher en région Centre-Val de Loire. Ses habitants s'appellent les Meslaisenes et les Meslaisiens.
Localisée au nord-ouest du département, la commune fait partie de la petite région agricole « les Vallée et Coteaux du Loir », bordée au nord par un coteau raide et au sud par les coteaux en pente douce.
L'occupation des sols est marquée par l'importance des espaces agricoles et naturels qui occupent la quasi-totalité du territoire communal. Aucun espace naturel présentant un intérêt patrimonial n'est toutefois recensé sur la commune dans l'inventaire national du patrimoine naturel. En 2010, l'orientation technico-économique de l'agriculture sur la commune est la culture des céréales et des oléoprotéagineux. À l'instar du département qui a vu disparaître le quart de ses exploitations en dix ans, le nombre d'exploitations agricoles a fortement diminué, passant de 34 en 1988, à 6 en 2000, puis à 4 en 2010.
Le nom de la commune apparaît sous la forme de "Manliacum" au XIe siècle, "Meslé" au XIIIe siècle.
Le patrimoine architectural de la commune comprend un bâtiment porté à l'inventaire des monuments historiques : le château de Meslay.

## Géographie

### Localisation et communes limitrophes
La commune de Meslay se trouve au nord-ouest du département de Loir-et-Cher, dans la petite région agricole des Vallée et Coteaux du Loir,. À vol d'oiseau, elle se situe à 30,1 km  de Blois, préfecture du département, à 3,1 km de Vendôme, sous-préfecture,La commune fait en outre partie du bassin de vie de Vendôme.
Les communes les plus proches sont :
Saint-Ouen (1 km), Areines (1 km), Vendôme (3,1 km), Saint-Firmin-des-Prés (3,6 km), Rocé (3,7 km), Coulommiers-la-Tour (4,5 km), Lisle (4,8 km), Villetrun (5,5 km) et Naveil (5,6 km).

### Hydrographie
La commune est drainée par le Loir (1,094 km), le Réveillon (3,902 km) et par divers petits cours d'eau, constituant un réseau hydrographique de 8,38 km de longueur totaleles Noues.
Le Loir traverse la commune du nord-est vers le sud-ouest. D'une longueur totale de 317,4 km, il prend sa source dans la commune de Champrond-en-Gâtine (Eure-et-Loir) et se jette dans la Sarthe à Briollay (Maine-et-Loire), après avoir traversé 86 communes. Sur le plan piscicole, ce cours d'eau est classé en deuxième catégorie, où le peuplement piscicole dominant est constitué de poissons blancs (cyprinidés) et de carnassiers (brochet, sandre et perche).

### Climat
Pour des articles plus généraux, voir Climat du Centre-Val de Loire et Climat de Loir-et-Cher.
En 2010, le climat de la commune est de type climat océanique dégradé des plaines du Centre et du Nord, selon une étude du CNRS s'appuyant sur une série de données couvrant la période 1971-2000. En 2020, Météo-France publie une typologie des climats de la France métropolitaine dans laquelle la commune est exposée à un climat océanique altéré et est dans la région climatique Moyenne vallée de la Loire, caractérisée par une bonne insolation (1 850 h/an) et un été peu pluvieux.
Pour la période 1971-2000, la température annuelle moyenne est de 11,2 °C, avec une amplitude thermique annuelle de 14,9 °C. Le cumul annuel moyen de précipitations est de 665 mm, avec 11,1 jours de précipitations en janvier et 7 jours en juillet. Pour la période 1991-2020, la température moyenne annuelle observée sur la station météorologique de Météo-France la plus proche, « Blois », sur la commune de Villefrancœur à 16 km à vol d'oiseau, est de 11,8 °C et le cumul annuel moyen de précipitations est de 641,4 mm,. Pour l'avenir, les paramètres climatiques de la commune estimés pour 2050 selon différents scénarios d'émission de gaz à effet de serre sont consultables sur un site dédié publié par Météo-France en novembre 2022.

### Milieux naturels et biodiversité
Aucun espace naturel présentant un intérêt patrimonial n'est recensé sur la commune dans l'inventaire national du patrimoine naturel,,.

## Urbanisme

### Typologie
Au 1er janvier 2024, Meslay est catégorisée commune rurale à habitat dispersé, selon la nouvelle grille communale de densité à sept niveaux définie par l'Insee en 2022.
Elle est située hors unité urbaine. Par ailleurs la commune fait partie de l'aire d'attraction de Vendôme, dont elle est une commune de la couronne,. Cette aire, qui regroupe 57 communes, est catégorisée dans les aires de moins de 50 000 habitants,.

### Occupation des sols
L'occupation des sols est marquée par l'importance des espaces agricoles et naturels (96,8 %). La répartition détaillée ressortant de la base de données européenne d'occupation biophysique des sols Corine Land Cover millésimée 2012 est la suivante :
- terres arables (11,6 %),
- cultures permanentes (0,6 %),
- zones agricoles hétérogènes (15,4 %),
- prairies (3,5 %),
- forêts (65,2 %),
- milieux à végétation arbustive ou herbacée (0,7 %),
- zones urbanisées (1 %),
- espaces verts artificialisés non agricoles (0,5 %),
- zones industrielles et commerciales et réseaux de communication (1,7 %),
- eaux continentales (0,5 %)[7].

### Planification
La loi SRU du 13 décembre 2000 a incité fortement les communes à se regrouper au sein d'un établissement public, pour déterminer les partis d'aménagement de l'espace au sein d'un SCoT, un document essentiel d'orientation stratégique des politiques publiques à une grande échelle. La commune est dans le territoire du SCOT des Territoires du Grand Vendômois, approuvé en 2006 et dont la révision a été prescrite en 2017, pour tenir compte de l'élargissement de périmètre,.
En matière de planification, la commune disposait en 2017 d'une carte communale approuvée. Par ailleurs, à la suite de la loi ALUR (loi pour l'accès au logement et un urbanisme rénové) de mars 2014, un plan local d'urbanisme intercommunal couvrant le territoire de la Communauté d'agglomération Territoires Vendômois a été prescrit le 9 février 2015.

### Habitat et logement
Le tableau ci-dessous présente la typologie des logements à Meslay en 2016 en comparaison avec celle du Loir-et-Cher et de la France entière. Une caractéristique marquante du parc de logements est ainsi la faible proportion des résidences secondaires et logements occasionnels (1,8 %) par rapport au département (18 %) et à la France entière (9,6 %). Concernant le statut d'occupation de ces logements, 72,9 % des habitants de la commune sont propriétaires de leur logement (73,0 % en 2011), contre 68,1 % pour le Loir-et-Cher et 57,6 pour la France entière.
|                                                         | Meslay | Loir-et-Cher | France entière |
| ------------------------------------------------------- | ------ | ------------ | -------------- |
| Résidences principales (en %)                           | 91,5   | 74,5         | 82,3           |
| Résidences secondaires et logements occasionnels (en %) | 1,8    | 18           | 9,6            |
| Logements vacants (en %)                                | 6,7    | 7,5          | 8,1            |

### Risques majeurs
Le territoire communal de Meslay est vulnérable à différents aléas naturels : inondations (par débordement du Loir), climatiques (hiver exceptionnel ou canicule), mouvements de terrains ou sismique (sismicité très faible),.

#### Risques naturels

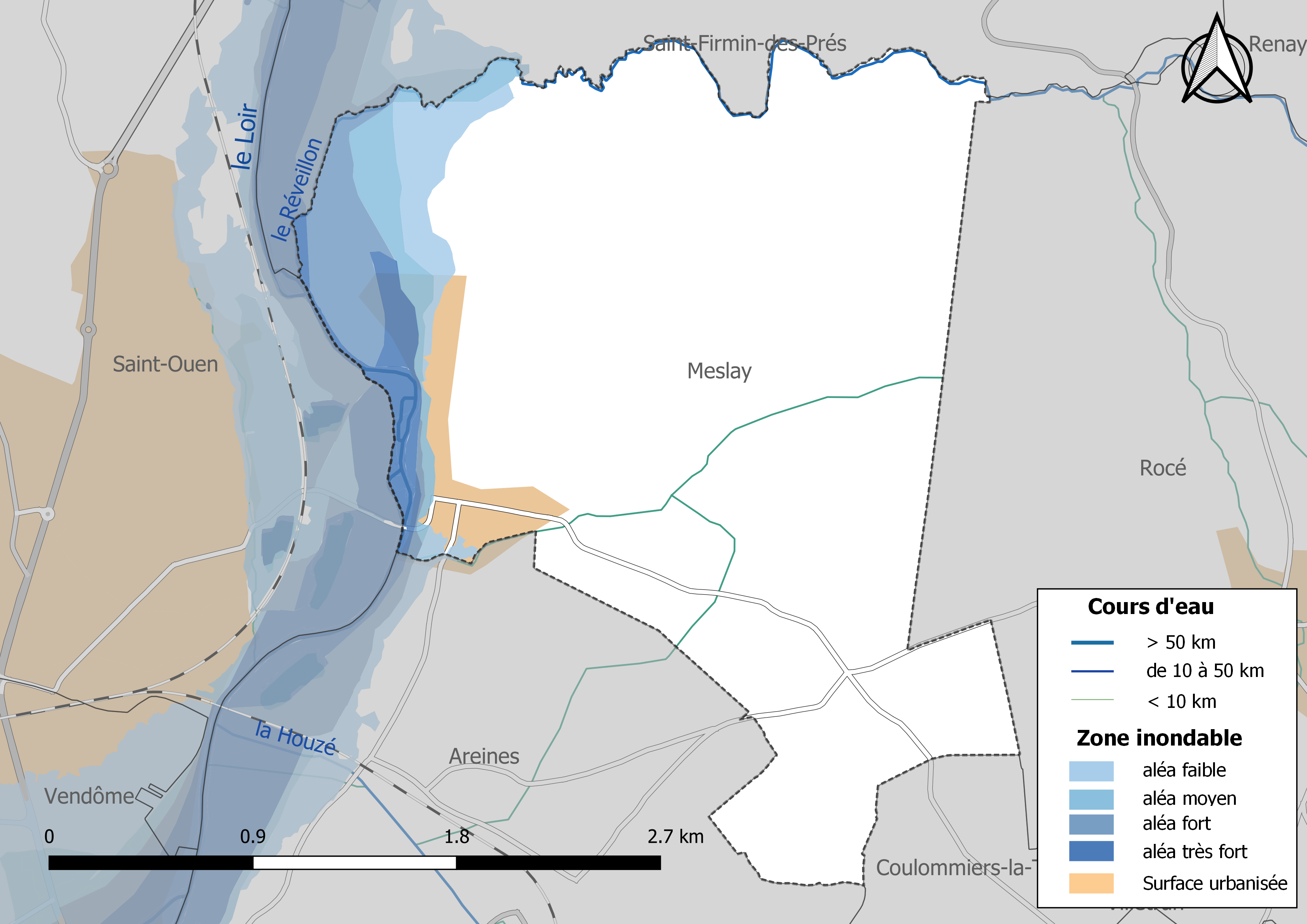
Zones inondables de la commune de Meslay.

Les mouvements de terrains susceptibles de se produire sur la commune sont soit des mouvements liés au retrait-gonflement des argiles, soit des glissements de terrains. Le phénomène de retrait-gonflement des argiles est la conséquence d'un changement d'humidité des sols argileux. Les argiles sont capables de fixer l'eau disponible mais aussi de la perdre en se rétractant en cas de sécheresse. Ce phénomène peut provoquer des dégâts très importants sur les constructions (fissures, déformations des ouvertures) pouvant rendre inhabitables certains locaux. La carte de zonage de cet aléa peut être consultée sur le site de l'observatoire national des risques naturels Georisques.
Les crues du Loir sont moins importantes que celles de la Loire, mais elles peuvent provoquer des dégâts importants. Les crues historiques sont celles de 1665 (4 m à l'échelle de Vendôme), 1784 (2,84 m), 1961 (2,90 m) et 2004 (2 m). Le débit maximal historique est de 256 m3/s et caractérise une crue de retour cinquantennal. Le risque d'inondation est pris en compte dans l'aménagement du territoire de la commune par le biais du Plan de prévention du risque inondation (PPRI) du Loir.

## Histoire
L'histoire la plus ancienne du village et des familles nobles ayant eu Meslay parmi leurs possessions est retracée dans le remarquable ouvrage de Raoul de Saint Venant (1845-1927): le dictionnaire du vendômois, ouvrage publié  de 1912 à 1917 sous les auspices de la société Archéologique dont il était encore président. Pour Meslay, voir tome 2 pages 168 et suivantes (vues en ligne 186 et suivantes).
L'histoire de la cité actuelle est étroitement liée à celle de la famille de la Porte:
François de la Porte de Féraucourt, achète en décembre 1719 le domaine de Meslay. Fermier général, il sera l'un des premiers directeurs de la nouvelle Compagnie des Indes, provenant de la fusion en 1719 des diverses compagnies existant précédemment (Indes Orientales, Chine, Afrique, Saint-Domingue…). Il va habiter l'ancien château qui fut « quartier royal » durant 4 jours en décembre 1589 quand le jeune roi Henri IV y sera logé pendant le siège de Vendôme alors aux mains de la Ligue. À cette époque, Meslay appartient à René de Fromentières dont descend aussi l'actuel propriétaire du château.
Mort d'apoplexie en 1730, François de la Porte lègue Meslay à son frère Jean-François de la Porte, également Fermier Général, fondateur de ce qu'est Meslay aujourd'hui dans le cadre d'un énorme chantier qui va durer 3 ans de 1732 à 1735 : il va en effet démolir l'ancien château, construire le château actuel (sur les plans de Jules Michel Hardouin, contrôleur des Bâtiments du Roi et neveu du grand Hardouin Mansart), reconstruire le village à l'emplacement actuel, autour de l'église, du presbytère et du cimetière, trois éléments qu'il fait édifier à ses frais et installa une manufacture de cotonnades au village.
Il constitua une bibliothèque qu'enrichirent son fils et son petit-fils, tous deux intendants et hommes de justice. En 2014, le contenu de cette bibliothèque contenant plus de 30.000 documents (registres, décrets royaux, documents administratifs, etc.) était mis en vente. L'annonce de la vente avait suscité l'intérêt de grandes institutions comme la bibliothèque de l'université américaine de Stanford ou des investisseurs chinois. L'achat par le Conseil général pour 65.000 € préserve l'unité de ce fonds d'une grande valeur historique.
Les deux générations suivantes des la Porte, Pierre jean François puis Jean Baptiste François quitteront le monde de la finance, et opteront eux pour la haute magistrature royale, menant deux très brillantes carrières : maître des requêtes, conseiller au Parlement, intendant de province, et conseiller d'état, l'une des plus hautes dignités de l'administration monarchique.
Le dernier des la Porte, Hippolyte, mènera une vie brillante d'intellectuel participant à de nombreuses sociétés savantes. il sera à l'origine de la Société Archéologique du Vendômois. Ami des écrivains (Madame de Staël, Rivarol…), des historiens (Michaud), de peintres de l'époque (Pingret, Ricois, Boilly…) il les accueillera ainsi pendant un demi-siècle à Meslay dans sa campagne qu'il fait évoluer selon les modes de l'époque : parc à l'anglaise, orangerie… À sa mort en 1852, il donne le domaine à sa nièce Anne Louise Charlotte de Salaberry qui avait épousé en 1817 Guy de Lavau, futur préfet de Police sous Charles X.
La manufacture de cotonnades:
Jean Francois Pierre de la PORTE ayant rapporté d'un voyage en Orient la technique de l'élevage du ver à soie ainsi que quelques plants de mûriers et des cocons, il crée une fabrique de cotonnades et de tapisseries, manufacture réputée d'étoffes brochées à la façon d'Angleterre. Dès 1733, la prospérité du village est affirmée.
Son produit phare était la "siamoise de la Porte" ou "siamoise de Meslay" (mélange du fil de coton avec du fil de soie) dont le succès fut manifeste puisqu'on retrouve ces étoffes vendues en 1750 à Paris dans 4 magasins, dont un rue de Buci. Il y en avait également beaucoup à Versailles selon l'un des anciens conservateurs en chef du château. Selon un inventaire de 1742, cette manufacture comptait plus de 60 métiers.
Après plusieurs changements de main au milieu du siècle, cette manufacture est acquise en 1763 par René Josse, qui en était jusqu'alors l'inspecteur. Sa prospérité ne se dément pas jusqu'à la fin de l'Ancien Régime. Dans les années 1770, l'abbé Simon signale qu' « on y teint le coton et [qu'] on en fait des étoffes dans tous les goûts que les marchands peuvent désirer pour assortir leurs boutiques. Les curieux y voient avec plaisir trois grandes halles où il y a plus de cent métiers, sans compter celle où est la calandre ». Tribert de son côté indique en 1789 qu'on « y fait fabriquer de jolies siamoises pour meubles et habillement [et que] ces étoffes sont presque entièrement vendues à Paris, où elles sont connues sous le nom de siamoises de la Porte ». Il observe en outre — ce qui est exceptionnel dans l'industrie textile régionale — que « cette manufacture se soutient et paraît prendre de l'accroissement ». Deux indices confirment à la fois l'importance de cette activité, et sa prospérité : de 1798 à 1804, 70 % des mariés de Meslay sont des cotonnadiers ; et la population de la paroisse, qui avait déjà connu une croissance spectaculaire au moment de la création de la manufacture (26 feux en 1735, et 50 en 1741, +92 % en six ans à une époque où la tendance régionale est à la baisse), manifeste après un léger tassement à la fin du règne de Louis XV (45 feux en 1768) un nouvel essor pendant les dernières décennies de l'Ancien Régime : 61 feux en 1789, soit + 35 % par rapport à 1768, ce qui est beaucoup plus que ce qui s'observe dans le reste de la région (+ 8 % environ).
La manufacture a cependant fermé en 1865.

## Politique et administration

### Découpage territorial
La commune de Meslay est membre de la Communauté d'agglomération Territoires Vendômois, un établissement public de coopération intercommunale (EPCI) à fiscalité propre créé le 1er janvier 2017.
Elle est rattachée sur le plan administratif à l'arrondissement de Vendôme, au département de Loir-et-Cher et à la région Centre-Val de Loire, en tant que circonscriptions administratives. Sur le plan électoral, elle est rattachée au canton de Vendôme depuis 2015 pour l'élection des conseillers départementaux et à la troisième circonscription de Loir-et-Cher pour les élections législatives.

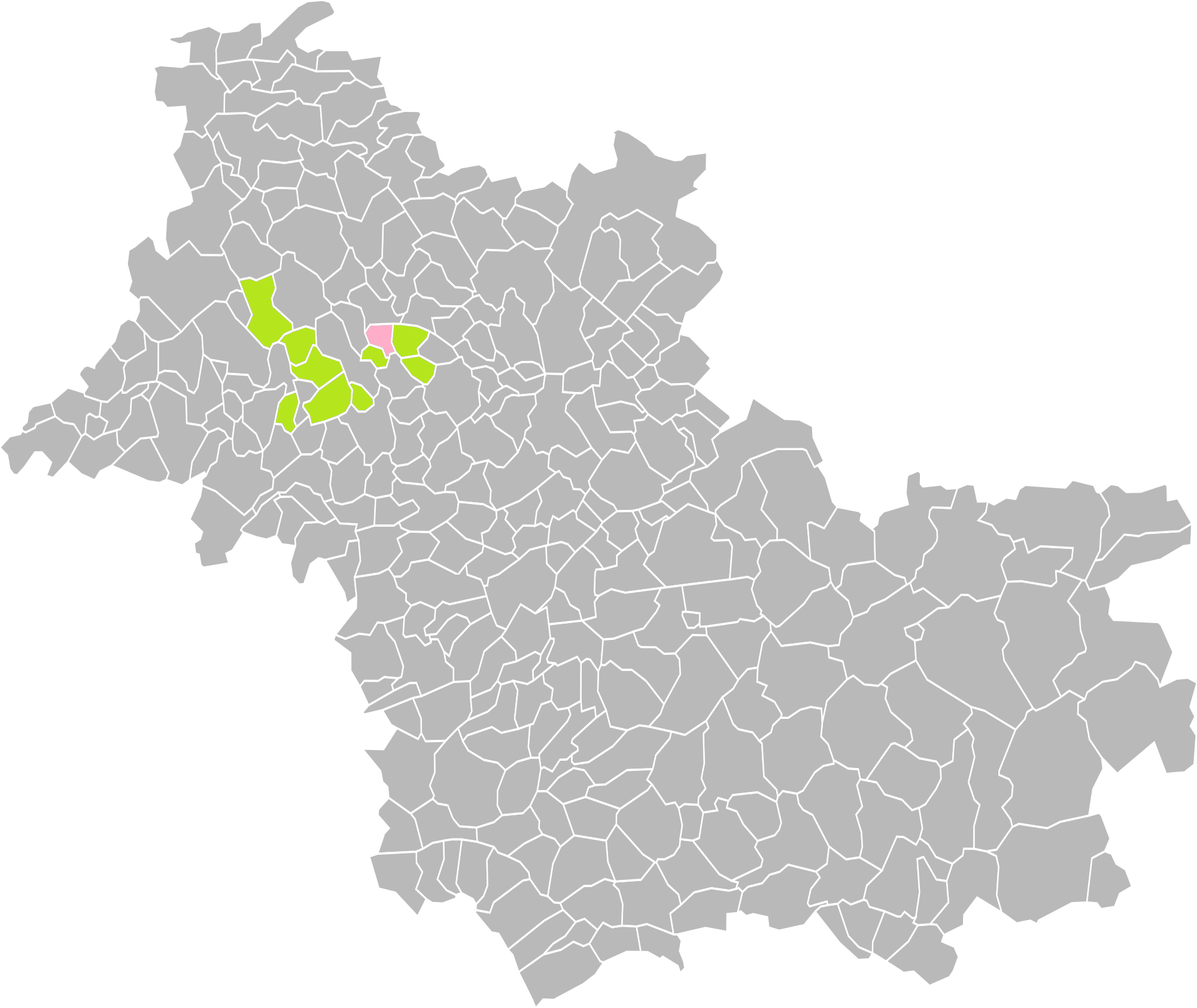
Meslay dans l'intercommunalité en 2016.
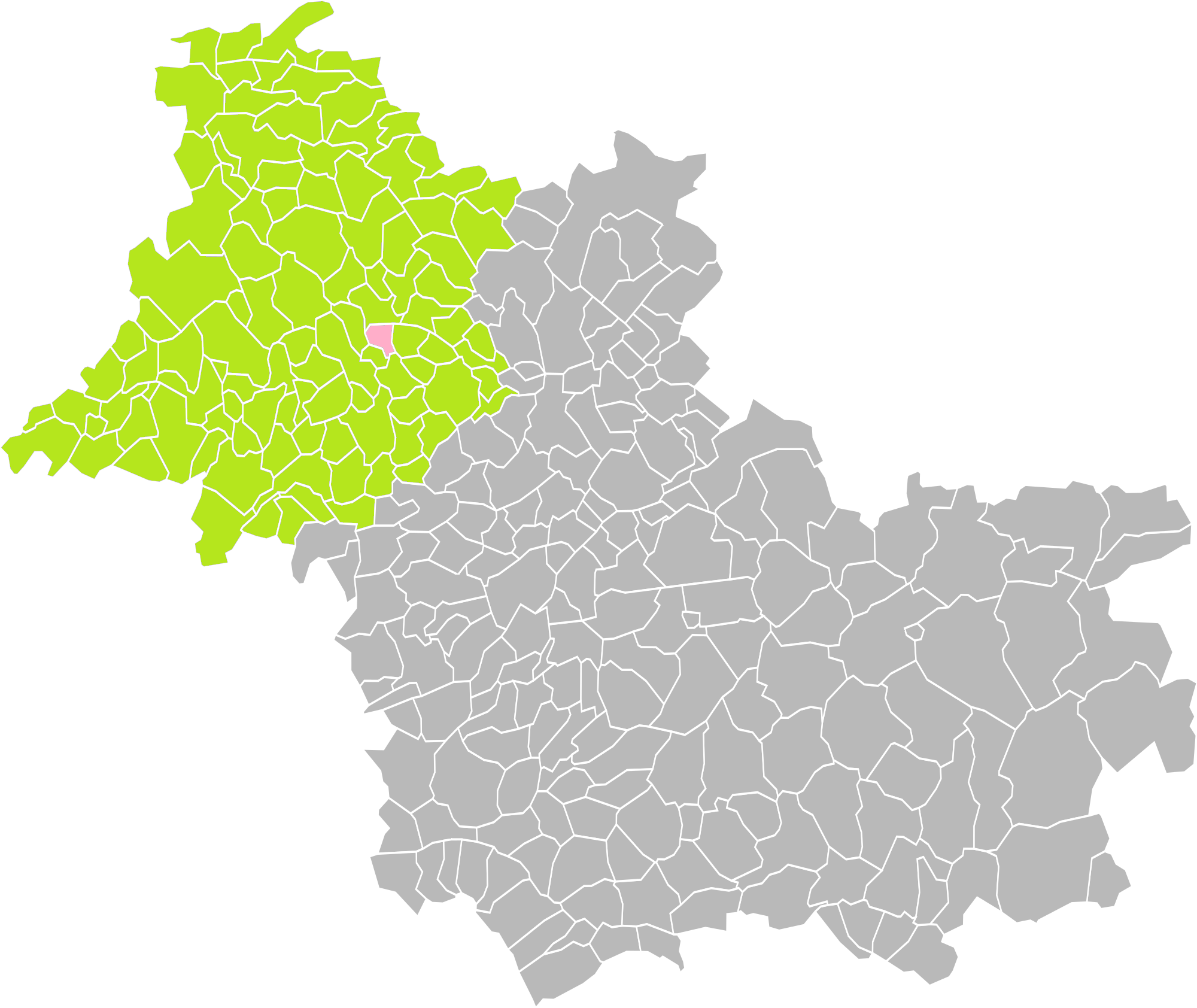
Meslay dans l'arrondissement de Vendôme en 2016.
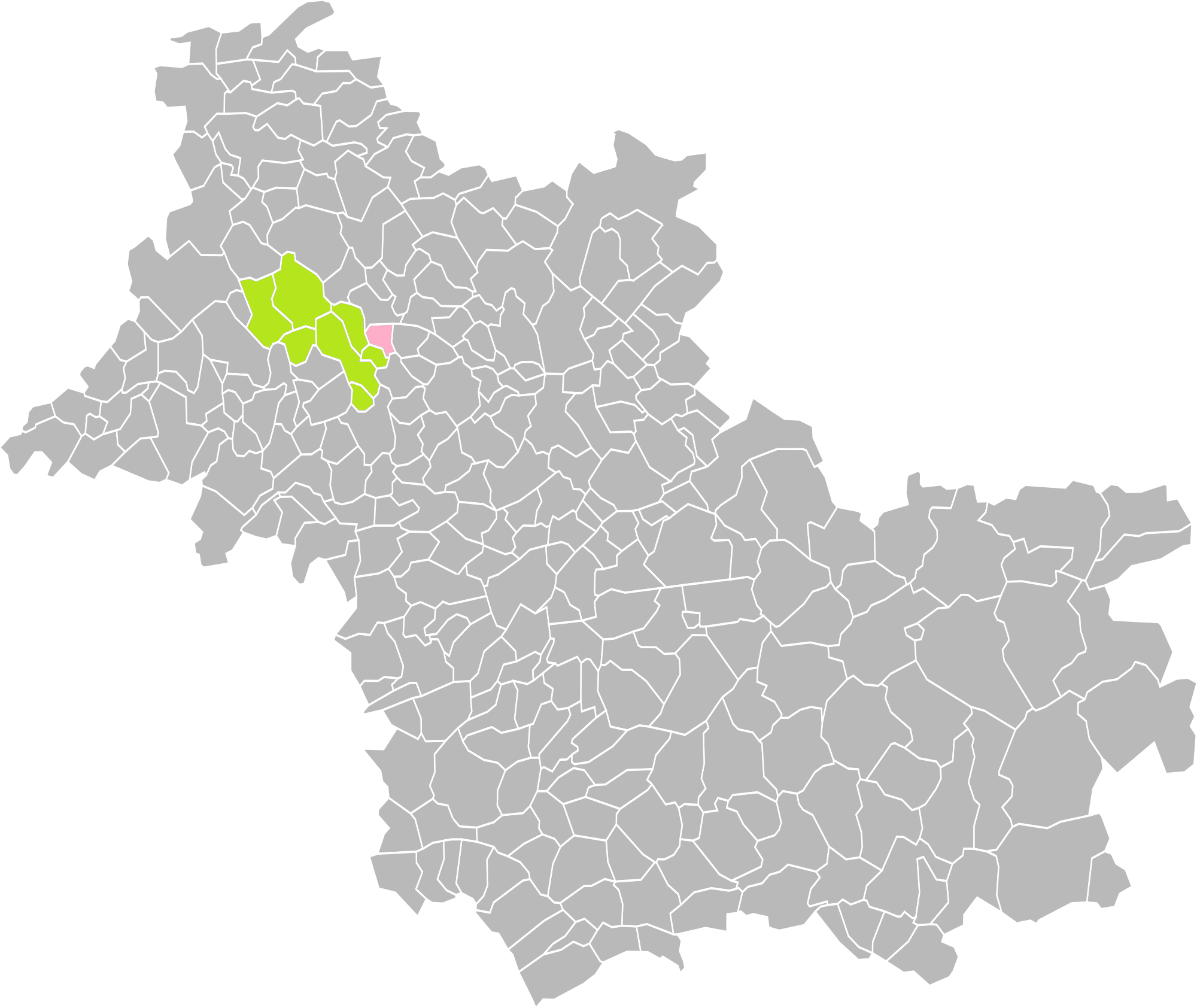
Meslay dans le canton de Vendôme en 2016.

### Politique et administration municipale

#### Conseil municipal et maire
Le conseil municipal de Meslay, commune de moins de 1 000 habitants, est élu au scrutin majoritaire plurinominal avec listes ouvertes et panachage. Compte tenu de la population communale, le nombre de sièges au conseil municipal est de 11. Le maire, à la fois agent de l'État et exécutif de la commune en tant que collectivité territoriale, est élu par le conseil municipal au scrutin secret lors de la première réunion du conseil suivant les élections municipales, pour un mandat de six ans, c'est-à-dire pour la durée du mandat du conseil.
| Période                                  | Période   | Identité                            | Étiquette | Qualité      |
| ---------------------------------------- | --------- | ----------------------------------- | --------- | ------------ |
| 1810                                     | 1815      | Jean-Baptiste François De La Porte  |           | Maire        |
| 1815                                     | 1832      | Anne-François-Hippolyte De La Porte |           | Maire        |
| 1832                                     | 1835      | Jean-Claude Brozerian               |           | Maire        |
| 1835                                     | 1839      | André-Pierre Brillant               |           | Maire        |
| 1839                                     | 1846      | André Gagnebien                     |           | Maire        |
| 1846                                     | 1848      | Victor Delaroche                    |           | Maire        |
| 1848                                     | 1852      | Anne-François-Hippolyte De La Porte |           | Maire        |
| 1852                                     | 1871      | Auguste Trillot                     |           | Maire        |
| 1871                                     | 1892      | Adrien de Lavau                     |           | Maire        |
| 1892                                     | 1922      | Louis de Lavau                      |           | Maire        |
| 1922                                     | 1947      | Henri Lepage                        |           | Maire        |
| 1947                                     | 1953      | Pierre Papion                       |           | Maire        |
| 1953                                     | 1975      | Louis Lepage                        |           | Maire        |
| 1975                                     | 1991      | Michel Boutaric                     |           | Maire        |
| février 1991                             | mars 2001 | Pierre Biettron                     |           | Maire        |
| mars 2001                                | mars 2008 | Elie Norguet                        | PS        | Maire        |
| mars 2008                                | mars 2014 | Elie Norguet                        | PS        | Maire        |
| mars 2014                                | En cours  | Jacky Foussard,                     |           | Ancien cadre |
| Les données manquantes sont à compléter. |           |                                     |           |              |

Depuis le 1er janvier 2017, la commune de Meslay est rattachée à la communauté d'agglomération dénommée « Territoires vendômois » qui regroupe 66 communes et plus de 57 000 habitants.

## Population et société

### Démographie

#### Évolution démographique
L'évolution du nombre d'habitants est connue à travers les recensements de la population effectués dans la commune depuis 1793. Pour les communes de moins de 10 000 habitants, une enquête de recensement portant sur toute la population est réalisée tous les cinq ans, les populations de référence des années intermédiaires étant quant à elles estimées par interpolation ou extrapolation. Pour la commune, le premier recensement exhaustif entrant dans le cadre du nouveau dispositif a été réalisé en 2007.

En 2022, la commune comptait 302 habitants, en évolution de −2,89 % par rapport à 2016 (Loir-et-Cher : −1,15 %, France hors Mayotte : +2,11 %).
| 1793 | 1800 | 1806 | 1821 | 1831 | 1836 | 1841 | 1846 | 1851 |
| ---- | ---- | ---- | ---- | ---- | ---- | ---- | ---- | ---- |
| 266  | 271  | 278  | 277  | 277  | 297  | 275  | 281  | 269  |

| 1856 | 1861 | 1866 | 1872 | 1876 | 1881 | 1886 | 1891 | 1896 |
| ---- | ---- | ---- | ---- | ---- | ---- | ---- | ---- | ---- |
| 276  | 264  | 250  | 242  | 249  | 225  | 221  | 205  | 209  |

| 1901 | 1906 | 1911 | 1921 | 1926 | 1931 | 1936 | 1946 | 1954 |
| ---- | ---- | ---- | ---- | ---- | ---- | ---- | ---- | ---- |
| 223  | 238  | 215  | 164  | 189  | 169  | 164  | 204  | 263  |

| 1962 | 1968 | 1975 | 1982 | 1990 | 1999 | 2006 | 2007 | 2012 |
| ---- | ---- | ---- | ---- | ---- | ---- | ---- | ---- | ---- |
| 223  | 233  | 225  | 344  | 329  | 294  | 299  | 300  | 304  |

| 2017 | 2022 | - | - | - | - | - | - | - |
| ---- | ---- | - | - | - | - | - | - | - |
| 312  | 302  | - | - | - | - | - | - | - |

#### Pyramide des âges
La population de la commune est relativement âgée.
En 2018, le taux de personnes d'un âge inférieur à 30 ans s'élève à 25,6 %, soit en dessous de la moyenne départementale (31,3 %). À l'inverse, le taux de personnes d'âge supérieur à 60 ans est de 39,5 % la même année, alors qu'il est de 31,6 % au niveau départemental.
En 2018, la commune comptait 163 hommes pour 149 femmes, soit un taux de 52,24 % d'hommes, largement supérieur au taux départemental (48,55 %).
Les pyramides des âges de la commune et du département s'établissent comme suit.
| Hommes | Classe d’âge | Femmes |
| ------ | ------------ | ------ |
| 0,6    | 90 ou +      | 0,0    |
| 11,7   | 75-89 ans    | 14,8   |
| 24,5   | 60-74 ans    | 27,5   |
| 17,2   | 45-59 ans    | 20,1   |
| 16,6   | 30-44 ans    | 16,1   |
| 9,8    | 15-29 ans    | 5,4    |
| 19,6   | 0-14 ans     | 16,1   |

| Hommes | Classe d’âge | Femmes |
| ------ | ------------ | ------ |
| 1,1    | 90 ou +      | 2,6    |
| 9,2    | 75-89 ans    | 11,9   |
| 19,7   | 60-74 ans    | 20,4   |
| 20,7   | 45-59 ans    | 20     |
| 16,5   | 30-44 ans    | 16,2   |
| 15,2   | 15-29 ans    | 13,2   |
| 17,6   | 0-14 ans     | 15,7   |

## Économie

### Secteurs d'activité
Le tableau ci-dessous détaille le nombre d'entreprises implantées à Meslay selon leur secteur d'activité et le nombre de leurs salariés :
|                                                              | total | % com (% dep) | 0 salarié | 1 à 9 salarié(s) | 10 à 19 salariés | 20 à 49 salariés | 50 salariés ou plus |
| ------------------------------------------------------------ | ----- | ------------- | --------- | ---------------- | ---------------- | ---------------- | ------------------- |
| Ensemble                                                     | 25    | 100,0 (100)   | 20        | 5                | 0                | 0                | 0                   |
| Agriculture, sylviculture et pêche                           | 4     | 16,0 (11,8)   | 2         | 2                | 0                | 0                | 0                   |
| Industrie                                                    | 0     | 0,0 (6,5)     | 0         | 0                | 0                | 0                | 0                   |
| Construction                                                 | 4     | 16,0 (10,3)   | 3         | 1                | 0                | 0                | 0                   |
| Commerce, transports, services divers                        | 15    | 60,0 (57,9)   | 15        | 0                | 0                | 0                | 0                   |
| dont commerce et réparation automobile                       | 4     | 16,0 (17,5)   | 4         | 0                | 0                | 0                | 0                   |
| Administration publique, enseignement, santé, action sociale | 2     | 8,0 (13,5)    | 0         | 2                | 0                | 0                | 0                   |
| Champ : ensemble des activités.                              |       |               |           |                  |                  |                  |                     |

Le secteur du commerce, transports et services divers est prépondérant sur la commune (15 entreprises sur 25) néanmoins le secteur agricole reste important puisqu'en proportions (16 %), il est plus important qu'au niveau départemental (11,8 %).
Sur les 25 entreprises implantées à Meslay en 2016, 20 ne font appel à aucun salarié et 5 comptent 1 à 9 salariés.

### Agriculture
En 2010, l'orientation technico-économique de l'agriculture sur la commune est la culture de céréales et d'oléoprotéagineux (COP). Le département a perdu près d'un quart de ses exploitations en 10 ans, entre 2000 et 2010 (c'est le département de la région Centre-Val de Loire qui en compte le moins). Cette tendance se retrouve également au niveau de la commune où le nombre d'exploitations est passé de 5 en 1988 à 6 en 2000 puis à 4 en 2010. Parallèlement, la taille de ces exploitations augmente, passant de 90 ha en 1988 à 146 ha en 2010.
Le tableau ci-dessous présente les principales caractéristiques des exploitations agricoles de Meslay, observées sur une période de 22 ans :
|                                      | 1988                 | 2000                 | 2010                 |
| Dimension économique                 | Dimension économique | Dimension économique | Dimension économique |
| ------------------------------------ | -------------------- | -------------------- | -------------------- |
| Nombre d'exploitations (u)           | 5                    | 6                    | 4                    |
| Travail (UTA)                        | 9                    | 7                    | 6                    |
| Surface agricole utilisée (ha)       | 448                  | 482                  | 583                  |
| Cultures                             |                      |                      |                      |
| Terres labourables (ha)              | 419                  | 460                  | 583                  |
| Céréales (ha)                        | 303                  | s                    | 374                  |
| dont blé tendre (ha)                 | 138                  | 128                  | 91                   |
| dont maïs-grain et maïs-semence (ha) | 24                   | s                    | 40                   |
| Tournesol (ha)                       | 61                   | s                    |                      |
| Colza et navette (ha)                | 32                   | s                    | 112                  |
| Élevage                              |                      |                      |                      |
| Cheptel (UGBTA)                      | 18                   | 21                   | 29                   |

#### Produits labellisés
Le territoire de la commune est intégré aux aires de productions de divers produits bénéficiant d'une indication géographique protégée (IGP) : le vin Val-de-loire, les volailles de l’Orléanais et les volailles du Maine,.

## Culture locale et patrimoine

### Lieux et monuments
- Château de Meslay, bâti entre 1732 et 1735 par Jules Michel Alexandre Hardouin. Au milieu d'un jardin à la française, l'édifice entièrement bâti en pierre de Rochambeau est surmonté d'une toiture à la Mansart. L'intérêt du château tient autant à son site, à son architecture et à son histoire. Implanté en bordure de Loir, le château présente une belle harmonie de proportions, édifice caractéristique du style Régence. Village et château ont été reconstruits simultanément, constituant un ensemble cohérent, y compris sur le plan économique avec la création d'une manufacture textile[64].
- L'ancienne manufacture de tissus « les Siamoises de Meslay » ou « Siamoises de la Porte »: créée vers 1735 par Jean-François de la Porte, elle fut fermée en 1865. Le Conseil Municipal décida d'acheter cette maison en Mars 1975 afin d‘y transporter l'école devenue trop exiguë[65].
- Eglise Saint Calais :   bâtie en 1734 lors de la reconstruction entière du village dans le style de l'époque. Ses peintures murales sont de la fin du XIXe siècle. Il y a dans l'église de Meslay une statuette en bois représentant la Vierge et l'enfant du XVIe siècle (classée) et deux très belles pierres tombales (classées) qui doivent provenir de l'ancien édifice :  - La première est ornée de décoration dans le style le plus brillant de la Renaissance et représente un chevalier debout et tout armé, avec une inscription entourant son effigie. - La seconde pierre représente aussi un chevalier, mais il est simplement entouré d'une inscription, sans autres ornements. Les peintures de la voûte de la nef, trop dégradées avaient été blanchies puis replâtrées en 1974. Entre 1988 et 1998, à l'initiative de 2 artistes peintres vendômois, Petot et Ferron, du maire et du curé alors en fonction (Michel Boutaric et l'abbé Valuche), il a été procédé à une nouvelle décoration de cette voûte.

### Héraldique
|  | Les armoiries de Meslay se blasonnent ainsi : Taillé : au premier d'or au château de gueules ouvert et ajouré du champ, accosté de deux peupliers de sinople fûtés de sable, le tout posé sur une terrasse d'azur chargée d'une étoile d'argent, au second de sinople aux quatre merlettes d'argent posées à plomb et rangées en barre ; au bâton en barre d'argent chargé de deux fasces de gueules, brochant sur la partition. |

## Personnalités liées à la commune
- Jean-François de La Porte (1675-1745), seigneur de Meslay, fermier général.
- Jean-Claude Bozerian (1762-1840), relieur, décédé sur la commune.